# Zhuogang (köpinghuvudort i Kina, Hubei Sheng, lat 30,01, long 115,88)
Zhuogang (kinesiska: 濯港) är en köpinghuvudort i Kina. Den ligger i provinsen Hubei, i den centrala delen av landet, omkring 170 kilometer sydost om provinshuvudstaden Wuhan. Antalet invånare är 65 122. Befolkningen består av 31 127 kvinnor och 33 995 män. Barn under 15 år utgör 19,0 %, vuxna 15-64 år 69 %, och äldre över 65 år 10,0 %.
Runt Zhuogang är det tätbefolkat, med 659 invånare per kvadratkilometer. Närmaste större samhälle är Huangmei, 9,6 km nordost om Zhuogang. Trakten runt Zhuogang består till största delen av jordbruksmark.
Genomsnittlig årsnederbörd är 2 073 millimeter. Den regnigaste månaden är maj, med i genomsnitt 328 mm nederbörd, och den torraste är januari, med 59 mm nederbörd.